# Lobet Gott in seinen Reichen

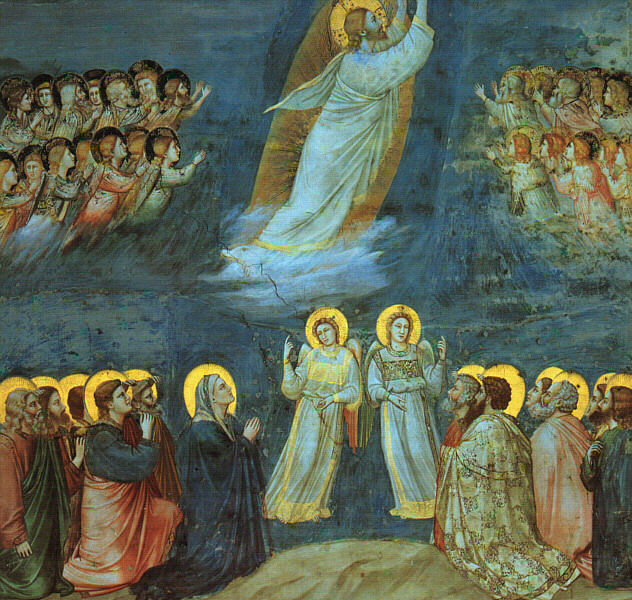
De hemelvaart van Christus/Giotto di Bondone (1267-1337), Cappella degli Scrovegni te Padua

Lobet Gott in seinen Reichen (BWV 11) (Oratorium auf Himmelfahrts – In Festo Ascensionis) is een van de composities van Johann Sebastian Bach die hij 'oratorium' noemde en dat op Hemelvaartsdag 19 mei 1735 voor het eerst werd uitgevoerd.
Indelen bij de cantates (als cantate nr. 11), zoals de oude 'Bach Gesamtausgabe' (1852) met deze compositie deed, is misleidend, temeer daar het werk daarmee, zonder enige reden, apart wordt gezet van de twee andere werken die op dezelfde wijze zijn vormgegeven, het Kerstoratorium (Weihnachtsoratorium, BWV 248) en het Paasoratorium Kommt, eilet und laufet, BWV 249. Het werk heeft weliswaar de structuur en stijl van een cantate, maar de tekst heeft, conform een oratorium, een doorlopende verhaallijn. 
Het gebruik van Bijbelse passages gezongen door een Evangelist verbindt het werk aan de lutherse traditie van de Historia, een voorloper van het oratorium (onder anderen bij Heinrich Schütz) en met de passies. Met de twee andere oratoria heeft het Himmelfahrtsoratorium de plechtige toonsoort D majeur gemeen.

## Opbouw
1. Koor: "Lobet Gott in seinen Reichen"
2. Recitatief (tenor): "Der Herr Jesus hub seine Hände auf"
3. Recitatief (bas): "Ach, Jesu, ist dein Anschied schon so naht"
4. Aria (alt): "Ach, bleibe doch, mein liebster Leben"
5. Recitatief (tenor): "Und ward aufgehoben zusehens"
6. Koraal (Koor): "Nun lieget alles unter dir"
7. Recitatief (tenor, bas): "Und da sie ihm nach sahen"
8. Recitatief (alt): "Ach ja! So komme bald zurück"
9. Recitatief (tenor): "Sie aber beteten ihn an"
10. Aria (sopraan): "Jesu, deine Gnadenblicke"
11. Koraal (koor): "Wann soll es doch geschehen"

## Tekst
- Lucas 24, 50-52
- Handelingen van de Apostelen 1, 9-12
- Marcus 16, 19
- koren, recitatieven, aria's en twee verzen van koralen uit niet-Bijbelse bron:

vers 4 uit de hymne "Du Lebensfürst, Herr Jesu Christ" van Johann Rist uit 1641
vers 7 uit de hymne "Gott fähret auf gen Himmel" van Gottfried Wilhem Sacer uit 1697

## Bezetting
Het Himmelfahrtsoratorium is geschreven voor:
- solosopraan, -alt, -tenor en –bas en koor
- Natuurtrompetten I/II/III in D, pauken, traverso I/II, hobo I/II, strijkers, basso continuo

## Toelichting
Evenals in het Weihnachtsoratorium schrijft Bach de partijen voor de Evangelist in secco-stijl (uitgezonderd het directe gesprek tussen de twee mannen ("Und da sie ihm nach sahen") dat een arioso is. De niet-Bijbelse recitatieven zijn in accompagnato-stijl geschreven, met passages op de traverso's om de tekste te illustreren. 
Het openingskoor en de aria's zijn geen nieuwe composities, maar ontleend aan wereldlijke cantates: het openingskoor aan Froher Tag, verlangte Stunden (1732) en de aria 'Ach, bleibe doch' aan de aria Entfernet euch, ihr kalten Herzen uit de verloren gegane huwelijkscantate Auf! süß-entzückende Gewalt (1725). Die cantates zijn verloren gegaan en daarom kan niet worden bepaald hoe Bach de stukken heeft bewerkt. Desalniettemin sluit de tekst volledig aan op de muziek: de violen bij de tekst van 'Ach bleibe doch' en de instrumentatie van 'Jesu dein Gnadenblicke' waarbij de hoge sopraan samengaat met de hoogliggende instrumenten (traverso's, hobo, violen en altviool) en waarbij de basso continuo ontbreekt, het geheel als verbeelding van het aardse dat is losgelaten.
Het eerste koraal is een eenvoudig 4-stemmige compositie, maar het slotkoraal daartegenover is een feestelijke concertante finale voor het volledig orkest en koor en een vooruitblik naar de opstanding van de mens, waarbij het koor de woorden ("Wann soll es doch geschehen") zin voor zin uitspreekt met de koraalmelodie van "Von Gott will ich nicht lassen" in de tenorpartij.
Tegen het eind van zijn leven zou Bach de muziek van de aria "Ach bleibe doch" gebruiken voor het "Agnus Dei" uit de Mis in b. Daarbij heeft hij echter de versie gebruikt van de verloren gegane wereldlijke cantate en niet de versie uit het Himmelfahrtoratorium.

## Geselecteerde discografie
- Lobet Gott in seinen Reichen, Concentus musicus Wien o.l.v. Nikolaus Harnoncourt (Das Kantatenwerk vol.3, Teldec, 2CDs, 2292-42499-2)
- Lobet Gott in seinen Reichen, The Amsterdam Baroque Orchestra & Choir o.l.v. Ton Koopman (Cantatas vol. 20, Antoine Marchand-Challenge Classics, 3CDs, CC72220)
- Lobet Gott in seinen Reichen, Collegium Vocale Gent o.l.v. Philippe Herreweghe (met cantates BWV 43 en 44; Harmonia mundi, HMC 901479)